# Sito industriale di Rjukan-Notodden
Il sito industriale di Rjukan-Notodden è un patrimonio dell'umanità della contea di Telemark, in Norvegia, iscritto nella lista dei patrimoni dell'umanità dell'UNESCO nel 2015 per tutelare il paesaggio industriale intorno al lago Heddalsvatnet e nella Valle Vestfjorddalen. Al centro di questo sito si trova l'impianto della Norsk Hydro realizzato per produrre fertilizzanti dall'azoto presente nell'atmosfera. Il patrimonio comprende anche le centrali idroelettriche, i sistemi di trasporto, le linee di trasmissione e gli alloggi per gli operai nelle città di Notodden e Rjukan.
Il sito fu inizialmente proposto per l'inserimento nella lista dei patrimoni dell'umanità nel 2009 insieme al patrimonio industriale di Odda-Tyssedal. Vi entrò successivamente, il 5 luglio 2015.

## Storia
All'inizio del XX secolo la Norvegia vide un rapido sviluppo industriale grazie alla grande disponibilità di energia idroelettrica a basso costo. Il fisico Kristian Birkeland sviluppò un metodo per estrarre l'azoto dall'aria che, dopo un primo studio del 1907, sembrò più efficiente rispetto alle tecnologie esistenti all'epoca, e questo azoto fu utilizzato nella produzione di fertilizzanti.
Nel 1905 venne fondata l'azienda Norsk Hydro e la regione orientale di Telemark iniziò a vedere un rapido sviluppo industriale a partire da una zona agricola sottosviluppata e sottopopolata. Per la produzione dei fertilizzanti fu necessario costruire nuove fabbriche, centrali elettriche, infrastrutture e nuove vie di comunicazione per l'esportazione dei prodotti. Il fertilizzante prodotto, i sodanitro artificiale, andò presto a superare e sostituire quello naturale prodotto in Cile, che fino ad allora era il fertilizzante più utilizzato in agricoltura.

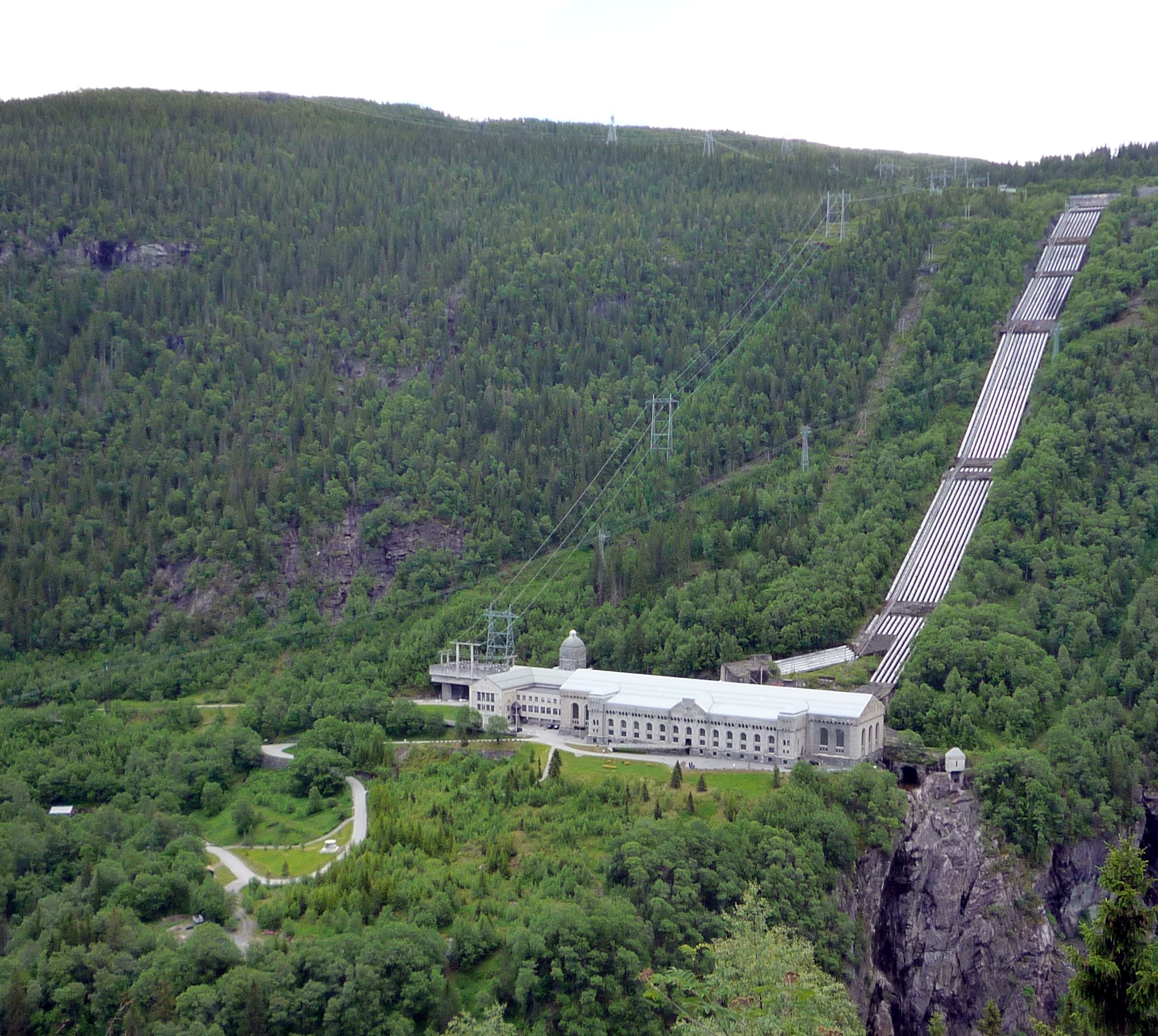
La centrale idroelettrica di Vemork, costruita nel 1911.

All'inizio della sua costruzione delle fabbriche, nel 1907, l'energia elettrica era erogata dalla centrale idroelettrica di Svelgfoss, che all'epoca era la più grande d'Europa e la seconda al mondo, ed è attualmente ancora in funzione. Successivamente vennero costruite altre due centrali: quella di Vemork, realizzata su una cascata nei pressi di Rjukan nel 1911, fu la seconda più grande centrale elettrica al mondo, anch'essa attualmente funzionante, sebbene il suo edificio principale venne distrutto; nelle sue vicinanze fu realizzato un impianto per la produzione di acqua pesante, divenuto famoso per il sabotaggio del 1943 (Raid del Telemark). Una seconda centrale idroelettrica, quella di Såheim, iniziò la sua attività nel 1915 a Rjukan: l'edificio è ancora esistente, ma la centrale venne spostata altrove.
Nel 1925 l'80% di tutti gli appartamenti di Rjukan (1230 in totale) era controllato direttamente dalla Norsk Hydro: si trattava in gran parte di edifici in mattoni rossi a vista, ma erano presenti anche case con giardini indipendenti.
Una delle trentasei torri della fabbrica di sodanitro, in funzione tra il 1911 e il 1980, è stata conservata e tutelata come monumento culturale.